# 中川学
中川 學（なかがわ まなぶ、1936年9月29日 - 2004年2月17日）は日本の学者。専門は中国社会経済史、マクロエンジニアリング。一橋大学名誉教授、元国際マクロエンジニアリング学会協会連合筆頭副理事長。デウィット・クリントン知事記念国際マクロエンジニアリング学会賞。

## 人物
千葉県市川市出身。栄光学園中学校、東京都立竹早高等学校を経て、1959年一橋大学経済学部卒業、1961年一橋大学大学院経済学研究科修士課程修了、1964年一橋大学大学院経済学研究科博士課程単位取得退学。一橋大学で村松祐次及び増淵龍夫に師事し東洋史研究にあたる。
1964年一橋大学経済学部専任講師、1968年同助教授、1977年同教授。一橋大学経済学部長、一橋大学大学院言語社会研究科教授を経て、一橋大学名誉教授、拓殖大学海外事情研究所教授、附属華僑ネットワーク・センター長。この間ハーヴァード大学客員研究員、マサチューセッツ工科大学ブルーネル特別講師も務めた。
客家研究者として名を馳せ、日本華僑華人学会常任理事等も務めた。またボストン留学時にみたジョン・F・ケネディ政権下のアメリカ合衆国のアポロ計画に向けた世論形成政策に興味を持ち、マクロエンジニアリング研究に従事。文部科学省宇宙開発委員会委員等各種政府委員を歴任。宇宙科学研究所の長友信人教授とともに日本マクロエンジニアリング学会を設立、同学会会長や 国際マクロエンジニアリング学会協会連合筆頭副理事長を務めマクロエンジニアリングの振興に尽力した。2004年2月17日、脳出血のため東京都文京区の病院で死去。
指導学生に江夏由樹一橋大学名誉教授やウィチャイ・ピァンヌコチョン東京外国語大学教授、エコノミストの増田悦佐など。

## 著作

### 著書
- 『客家論の現代的構図(現代中国研究叢書 ; 17)』アジア政経学会、1980.3
- 『中国の社会主義近代化革命』巌南堂書店, 1986.3

### 訳書
- 『マクロエンジニアリング』東海大学出版会、1982年
- 『マクロプロジェクト』日刊工業新聞社、1984年